# Stazione di Tagliacozzo
Stazione di Tagliacozzo vasútállomás Olaszországban, Tagliacozzo településen.

## Vasútvonalak
Az állomást az alábbi vasútvonalak érintik:
- Róma–Sulmona–Pescara-vasútvonal

## Kapcsolódó állomások
A vasútállomáshoz az alábbi állomások vannak a legközelebb:
- Stazione di Villa San Sebastiano
- Stazione di Sante Marie